# シュンケイラ・デ・アンビーア

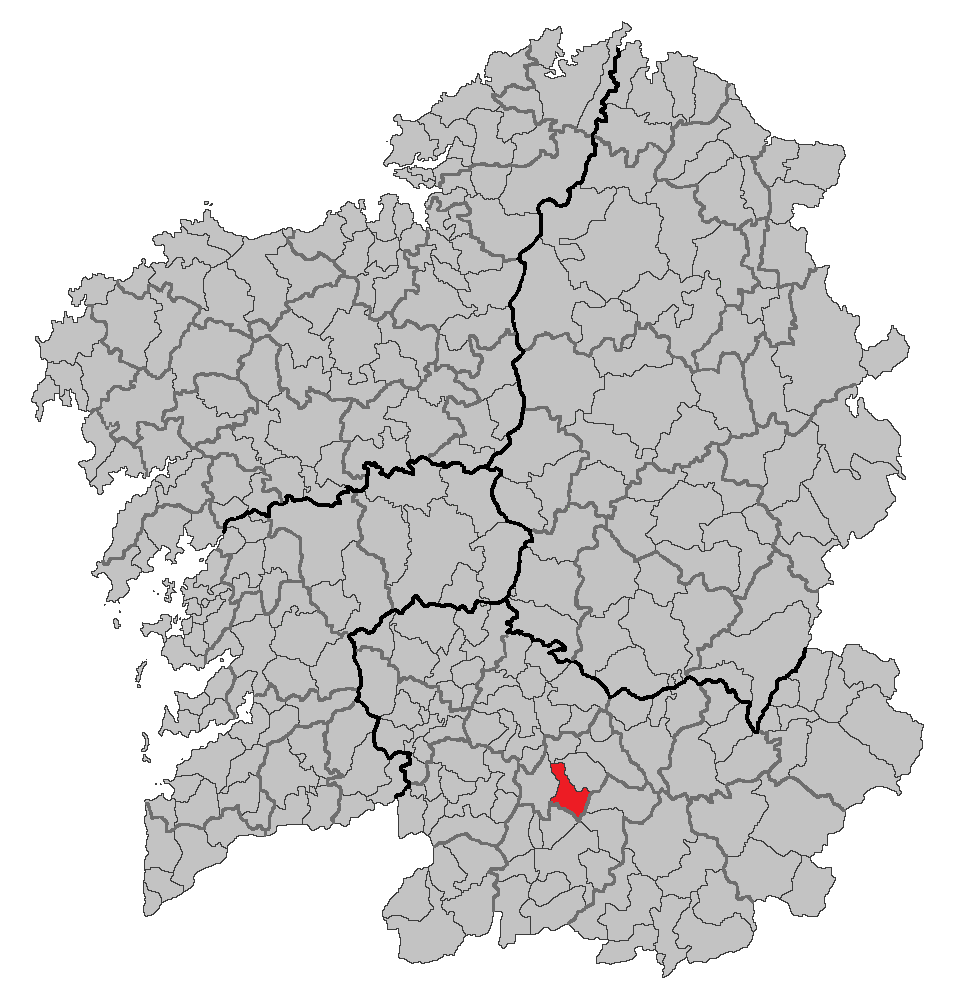

シュンケイラ・デ・アンビーア（Xunqueira de Ambía）は、スペイン、ガリシア州、オウレンセ県の自治体。コマルカ・デ・アジャリス＝マセーダに属する。バーニョス・デ・モルガス、ビラール・デ・バリオ、サレアウス、サンディアス、アジャリス、パデルネ・デ・アジャリスの各自治体と接する。スペイン国立統計局によれば、2010年の人口は1,733人（2009年：1,789人、2006年:1,863人、2005年:1,901人、2004年:1,934人、2003年:1,997人）。住民呼称はxunqueirao/-rá。カスティーリャ語表記はJunquera de Ambía（フンケーラ・デ・アンビーア）。シュンケイラ・デ・アンビーアは6つの教区に分けられ、40の集落が存在する。
ガリシア語話者の自治体住民に占める割合は99.39％（2001年）。

## 地理
シュンケイラ・デ・アンビーアはオウレンセ県の中部に位置し、コマルカ・デ・アジャリス＝マセーダに属する。北はパデルネ・デ・アジャリスとバーニョス・デ・モルガス、東はビラール・デ・バリオとサレアウス、南はシンソ・デ・リミアとサンディアス、西はアジャリスの各自治体と隣接する。自治体中心地区はシュンケイラ・デ・アンビーア教区のシュンケイラ・デ・アンビーア地区。

### 人口
| シュンケイラ・デ・アンビーアの人口推移 1900－2010       |
|                                                         |
| 出典:INE（スペイン国立統計局）1900年 - 1991年、1996年 - |

## 歴史
巨石文化時代の人類の定住跡がシュンケイラ・デ・アンビーアに残されている。古代の住居跡であるカストロとしてはセルデイラとア・メドーラのものが知られている。また、自治体内を通っている古代ローマ時代の街道にはマイル表示柱が残されている。
伝承によると、4世紀にイグサの生い茂った地に聖母マリーアが、出現、その地に祠が建てられた。8世紀から10世紀にかけては、聖母マリーアの名を冠した修道院が建てられ、そして1164年にはロマネスク教会が建てられている。その時代には、聖アウグスチノ修道会によって、修道院はそのもっとも輝かしい時代を迎え、56もの村が修道院に属したという。
サンタ・マリーア修道院の教会の建築様式はロマネスクからバロック様式にまで至り、ラテン十字、3つの身廊、3つの後陣を持つ。
内部には18世紀のサンティアゴ出身の楽器職人マヌエル・ゴンサーレス・マルドナードの手による見事なオルガンが目を引く。

## 政治
自治体首長はガリシア国民党（PPdeG）のホセ・ルイス・ガビラーネス・ロサーダ（José Luis Gavilanes Losada）が、自治体評議員はガリシア国民党：6、ガリシア社会党（PSdeG-PSOE）：2、ガリシア民族主義ブロック（BNG）：1となっている（2007年の自治体選挙の結果、得票順）。

## 教区
シュンケイラ・デ・アンビーアは6つの教区に分けられている。太字は自治体中心地区のある教区。
- ア・アベレーダ（サン・ビセンテ）
- アルマリス（サン・サルバドールル）
- ボバデーラ・ア・ピンタ（サンタ・マリーニャ）
- ア・グラーニャ（サンティアーゴ）
- ソブラデーロ（サン・ロマン）
- シュンケイラ・デ・アンビーア（サンタ・マリーア・ア・レアル）